# 俞允贵
俞允贵（1963年8月—），男，汉族，甘肃人，中华人民共和国政治人物。现任西藏自治区政协副主席，中共西藏自治区党委统战部常务副部长。